# Pierre Lambert (homme politique, 1786-1852)
Pour les articles homonymes, voir Pierre Lambert et Lambert.
Pierre Lambert, né le 4 avril 1786 à La Clayette (Saône-et-Loire) et mort le 2 novembre 1852 à Charolles (Saône-et-Loire), est un homme politique français.

## Détail des fonctions et des mandats
Mandats parlementaires
- 4 novembre 1837 - 2 février 1839 : Député de Saône-et-Loire
- 2 mars 1839 - 12 juin 1842 : Député de Saône-et-Loire